# Culorile panslave

Steagul panslav, aprobat la convenţia pan-slavă de la Praga din 1848

Culorile pan-slave, roșu, albastru și alb, sunt culorile folosite pe steagurile unor popoare slave, și în statele unde majoritatea locuitorilor sunt de origine slavă. Folosirea lor simbolizează originea comună a popoarelor slave. Inițial, era steagul Imperiului Rus întors invers. Cele trei culori ruse au fost apoi adoptate de mișcarea pan-slavă din Europa secolului al XIX-lea. Polonia, avea însă un steag alb-roșu, înainte de această mișcare, pe baza altor influențe. Asemenea, steagul Ucrainei, galben-albastru, are o altă origine.
Steagul Bulgariei a fost inițial în aceleași culori pan-slave, dar albastrul a fost înlocuit de verde, deoarece Bulgaria a evoluat ca o țară proeminent agricolă după obținerea independenței în 1878.
Steagul Muntenegrului avea aceleași culori (în aceeași ordine cu steagul Serbiei, dar cu o nuanță mai deschisă de albastru), până ce a fost schimbat în 2004.
Aceste trei culori simbolizează libertatea și idealurile revoluționare, și se găsesc și pe drapelele altor națiuni ne-slave.

## Steaguri moderne cu culori pan-slave

Steagul Rusiei
Steagul Republicii Cehe
Steagul Slovaciei
Steagul Sorbilor
Steagul Sloveniei
Steagul Croaţiei
Steagul Serbiei
Steagul Voievodinei
Steagul Republicii Srpska
Steagul Cantonului Herţegovinei de Vest
Steagul Cantonului Bosniei de Vest
Steagul Crimeei